# Tronująca Madonna z Dzieciątkiem z Châlons
Tronująca Madonna z Dzieciątkiem z Châlons – gotycka figura relikwiarzowa wykonana przez warsztat złotniczy w Paryżu około 1407 roku. Dzieło to zostało ofiarowane do kościoła Notre-Dame-de-Vaux w Châlons-en-Champagne, we wschodniej Francji. Dzieło to przedstawia siedzącą na ozdobnym tronie Marię z małym Dzieciątkiem Jezus, prezentującym okrągłe repozytorium mieszczące niegdyś relikwię, którą był według tradycji fragmentem pępowiny Jezusa. Cenny przykład gotyckiego złotnictwa we Francji. 
Historia domniemanej relikwii pępowiny Jezusa sięga wczesnego średniowiecza. Tradycja wspomina iż cesarz bizantyński miał ofiarować relikwię Karolowi Wielkiemu, ten zaś ofiarował ją papieżowi. Wraz z rozwojem kultu relikwii na terenie Królestwa Francji upowszechnił się kult relikwii cielesnych związanych z maryjnym macierzyństwem i Dzieciątkiem Jezus. Prócz wspomnianej relikwii pępowiny tradycja wspomina m.in. o domniemanych relikwiach napletka Dzieciątka odciętego podczas obrzezania oraz mleka Marii. Wiadomo iż sprawujący pontyfikat w latach 1305-14 papież Klemens V, na początku XIV stulecia ofiarował relikwię pępowiny, która mieściła się w srebrnej szkatułce. W następnym stuleciu biskup Châlons Charles de Poitiers zlecił wykonać obecny relikwiarz, źródła potwierdzają także drugiego zleceniodawcę relikwiarza, Thibauta des Abbés, obywatela Châlons. Relikwiarz ten miał być umieszczony w kaplicy Notre-Dame-du-Puits przy kościele Notre-Dame-de-Vaux w Châlons. Kolejnym źródłem na temat figury Tronującej Marii z Dzieciątkiem był inwentarz z 1603 roku wspominający o pozłacanym srebrnym wyobrażeniu nazywanym Świętą Pępowiną Najświętszego Zbawiciela (une ymage d'argent doré appelée saint nombreil de Niostre-Seigneur). Na początku XVIII stulecia miejscowy biskup zniszczył relikwię. W 1728 roku figura została sprzedana. Do roku 1861 właścicielem figury był Petr Sałtykow, który był znanym kolekcjonerem dzieł sztuki dawnej. Tronująca Maria z Dzieciątkiem z Châlons została zakupiona od tegoż kolekcjonera do paryskiego Musée National du Moyen Âge, gdzie znajduje się do dziś.
Tronująca Maria z Dzieciątkiem z Châlons jest dziełem nieznanego artysty paryskiego. Wszakże jest to dzieło złotnika, ze względu na jego formę jest postrzegane w kategoriach rzeźby, podobnie jak wiele innych relikwiarzy w formie figuralnej. Maria siedzi na tronie, którego podwójny cokół ma kształt foremnego oktogonu. Tron ten tworzą typowe dla gotyku formy architektoniczne, ozdobne maswerki boków oraz cztery smukłe fiale, z których dwie flankujące oparcie są wyższe niż para przednich. Maria została przedstawiona jako młoda kobieta o lekko uśmiechniętej twarzy. Swój wzrok kieruje ku Dzieciątku, Jezus zaś zwraca się ku widzowi. Matka Boska ubrana jest w sukienkę niemal całkowicie okrytą obfitym płaszczem o licznych dynamicznych fałdach. Na jej skroniach spoczywa ozdobna, złota i kameryzowana (szafiry) korona, w lewej ręce dzierży berło w formie kwiatu lilii. Stojące na prawym kolanie Marii Dzieciątko jest wpół okryte szatami, w lewej ręce trzyma repozytorium na relikwię, prawicą wykonuje gest błogosławieństwa.